# Операция «Тёмное сердце»
Операция «Тёмное сердце» — книга, написанная бывшим сотрудником американской разведки Энтони Шеффером.

## Содержание и история публикации
Книга содержит воспоминания Шеффера о его пятимесячной службе в Афганистане. В ней описаны детали работы американской разведки, в частности, в книге рассказано о проекте «возможная угроза», целью которого было выявление готовящихся против США террористических атак. Согласно Шефферу, одним из попавших в поле зрения спецслужб в рамках этого проекта был Мухаммед Атта — один из террористов, совершивших теракты 11 сентября 2001 года. Несмотря на то, что у спецслужб имелась информация о том, что Атта планирует террористический акт, никаких действий в отношении него предпринято не было.
Весь первый тираж «Операции „Тёмное сердце“» был скуплен министерством обороны США и впоследствии сожжён. Позднее, после изменения текста книги согласно пожеланиям министерства обороны США, было выпущено второе издание.
18 сентября 2010 года Нью-Йорк Таймс опубликовал оригинальную и подвергнутую цензуре версии страницы 26 книги Шеффера.
26 сентября 2010 года WikiLeaks в Твиттере сообщил, что располагает копией первого издания.
29 сентября 2010 года Федерация американских учёных опубликовала краткий анализ двух изданий книги, а также оригинальные и подвергнутые цензуре версии страниц xvi, xvii, 30, 55, 56, 195 и 257. 5 октября ФАУ опубликовала также до- и пост- цензурную версии предметного указателя книги.